# Російсько-японська війна
Росі́йсько-япо́нська війна́ (яп. 日露戦争 Nichiro sensō, рос. Ру́сско-япóнская войнá; 6 лютого 1904 — 14 жовтня 1905) — війна між Російською і Японською імперіями за контроль над Маньчжурією і Кореєю, в якій Росія зазнала поразки.

## Причини війни
У 1894 році Японія напала на Китай, почавши першу японсько-китайську війну. Приводом було введення китайських військ у Корею як допомоги для придушення селянського бунту. Країна вранішнього сонця розцінила це як порушення колишніх японсько-китайських угод. Незабаром її війська висадилися в китайському місті Люйшунь (Порт-Артур) і захопили його, винищивши більшу частину мешканців. Здобувши перемогу у війні, Японія змусила Піднебесну підписати у 1895 році Сімоносекський договір. У числі земель, що відходили переможцям, був і півострів Ляодун, де розташоване місто Люйшунь, а також стратегічно важлива затока Люйшуня.
Росія, Франція і Німеччина, стурбовані посиленням Японії в цьому регіоні, в ультимативній формі зажадали виводу японських військ із захопленого терену. Японія не могла вистояти проти цих країн без підтримки Великої Британії, але Туманний Альбіон запропонував імператору Мейдзі не загострювати конфлікт і тому довелося повернути затоку Китаю. За домовленостями частина півострова відійшла Росії, де вона звела свою військову базу. Китай просив у 1898 році оформити це як здачу в оренду, щоб не втрачати обличчя, на що Росія погодилася, не бажаючи мати вигляд агресора. 
Заручившись підтримкою Великої Британії (30 січня 1902 підписаний англо-японський альянс), наприкінці 1903 Японія завершила програму вишколу. Японські правлячі кола переконалися, Росія не здасть своїх позицій у Східній Азії доброхіть. Тому єдиним шляхом визволення Кореї й Маньчжурії вони вважали війну з Росією. У цих умовах японські дипломати вирішили почати перемовини з Росією, сподіваючись на її непоступливість або затягування обговорення, що можна буде використати як casus belli. Перемовини точилися з серпня 1903 року. Росія вперто відмовляла Японії, клюнувши на японський дипломатичний трюк.
31 грудня 1903 Японія висунула ультиматум Росії. Японці зажадали беззастережного визнання Росією японських вимог і прав інших держав у Маньчжурії. Нечітка відповідь Петербурга була затверджена царем й надіслана телеграфом безпосередньо до Токіо й до Порт-Артура, про що було офіційно сповіщено японського посланця в Петербурзі. На це 5 лютого 1904 міністр закордонних справ Комура наказав: «припинити беззмістовні перемовини…».
Рішення про початок війни проти Росії було ухвалене в Японії на спільному засіданні членів таємної ради й усіх міністрів 4 лютого 1904, а в ніч проти 5 лютого віддане розпорядження про висадку в Кореї й атаку російської ескадри в Порт-Артурі. Опісля, 6 лютого, Японія офіційно оголосила про розрив дипломатичних відносин із Російською імперією. Японія почала вимагати в Росії повернення Порт-Артура. Цього ж дня японський посол сповістив російського міністра закордонних справ Н. М. Ламсдорфа про офіційне оголошення війни.

## Хід бойових дій

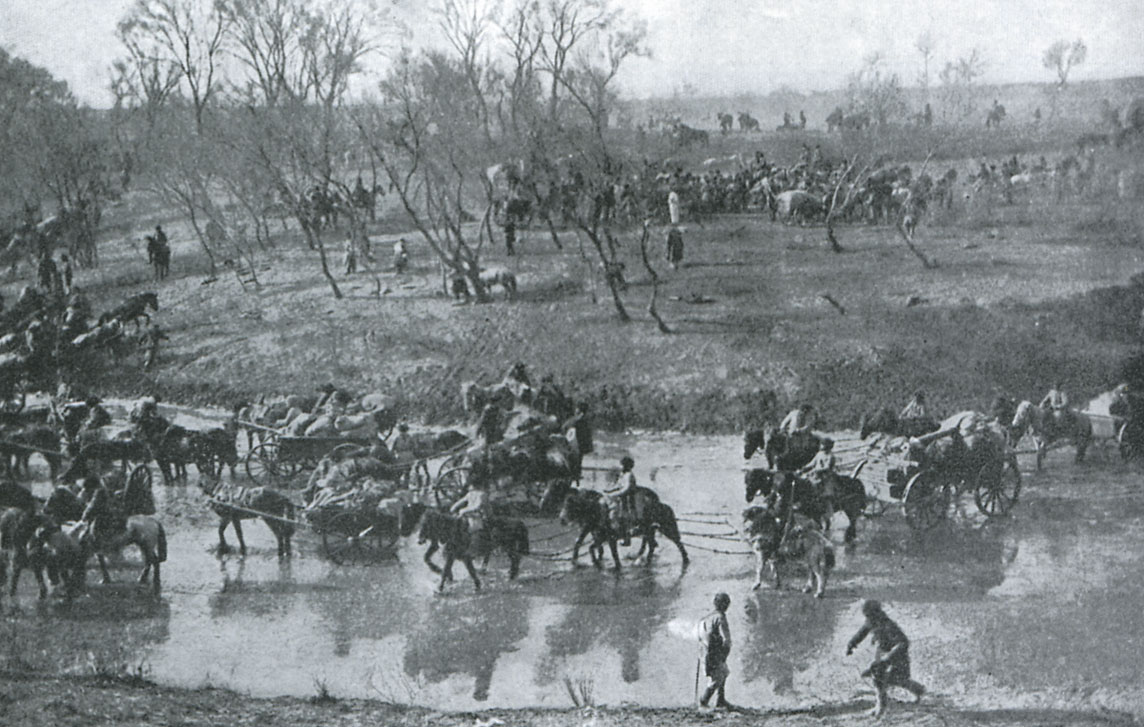
Відступ росіян після битви під Мукденом

Війна почалася 8 лютого 1904 нападом японського флоту під проводом адмірала Тоґо Хейхатіро на російські кораблі в Порт Артурі, оборона якого тривала до 2 січня 1905. Одночасно, 9 лютого, японці, які перебували в корейському порті Чемульпо, атакували крейсер «Варяг» і канонерку «Кореєць». Замість бою російські моряки знищили свої судна, щоб вони не дісталися ворогу. Із самого початку війни російська Тихоокеанська ескадра зазнала серйозних втрат. Важким ударом для Росії стала загибель 13 квітня командувача Тихоокеанською ескадрою С. О. Макарова.
1 травня 1904 відбувся перший сухопутний бій на річці Ялу на китайсько-корейському кордоні між японською і російською арміями, у якому царські війська були розбиті.
У липні 1904 японці блокували фортецю Порт-Артур з суходолу й моря. Російською залогою, що налічувала 41 780 солдат і 665 офіцерів і мала на озброєнні 646 гармат і 62 кулемети, командував Р. І. Кондратенко, українець за походженням. Захисники змогли протриматися п'ять місяців, знищивши близько 57 780 солдат і 15 кораблів противника. Із загибеллю Р. І. Кондратенка царські війська здали фортецю 2 січня 1905. Їхні втрати нараховували 31 306 чоловік. Завдяки цій перемозі японці змогли посилити свої війська, що оперували в Маньчжурії.
1-ша Тихоокеанська ескадра (24 кораблі), що стояла у Порт-Артурі, була знищена ще 10 серпня 1904 японським флотом (54 кораблі) на чолі з адміралом Тоґо Хейхатіро в битві на Жовтому морі. Невелика частина кораблів, що прорвалися поодинці, була інтернована у портах третіх країн — крейсер «Аскольд», броненосець «Цесаревич» і кілька міноносців.
У січні 1905 у Росії склалася революційна ситуація, що ускладнило подальше ведення війни.
У лютому 1905 японці розбили російську армію у генеральному тритижневому бою при Мукдені, який розігрався на більш ніж 100-кілометровому фронті. До початку першої світової війни це була найбільша сухопутна бойова операція у історії воєн. Російська армія втратила загиблими і пораненими 90 тисяч солдатів з 350 тисяч, які брали участь у бою, а японська армія втратила 75 тисяч з 300 тисяч. 10 березня російські війська залишили Мукден, що дозволило японцям заявити про свою перемогу. Після цього війна на суші почала затихати. Чисельність російських військ у Маньчжурії постійно збільшувалася, однак бойовий дух армії був підірваний, а посприяли цьому поразки на фронті і революція в Росії. Японці, котрі також зазнали великих втрат, не проявляли активності.
Японський флот під командуванням Тоґо Хейхатіро дав бій російській 2-й Тихоокеанській ескадрі, яка була перекинута до Східної Азії з Балтики. Командував російською ескадрою З. П. Рожественський. Його флот став жертвою примітивної тактики середньовічних японських піратів, яку використали у бою японські адмірали. Російська ескадра була вщент розбита. Цусімська битва вирішила результат війни. В результаті битви затоплено російський флагман броненосець «Князь Суворов» та втрачено майже всю ескадру. Росія не могла більше продовжувати боротьбу, позаяк не лишилося ні армії, ні флоту.
Війна закінчилася Портсмутським миром 1905 року, за умовами якого Росія визнала Корею сферою впливу Японії, поступалася Японії Південним Сахаліном і правом на Ляодунський півострів з містами Порт-Артур і Дальній (Далянь).

## Наслідки

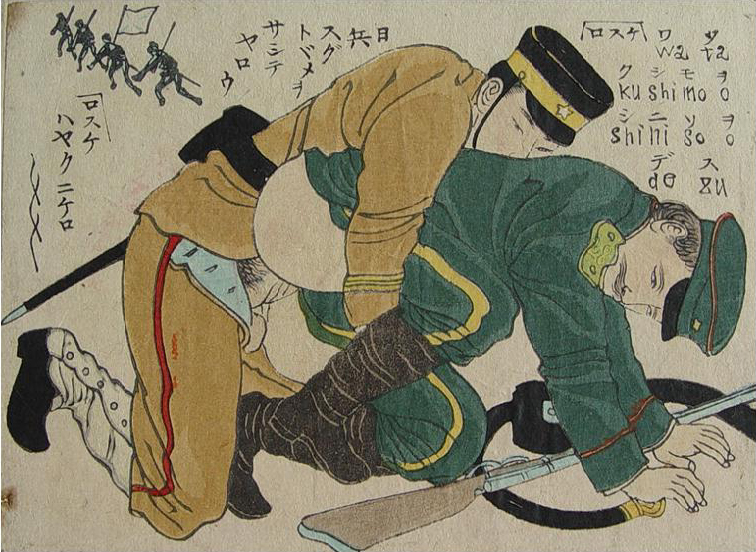
Японська гравюра часів російсько-японської війни

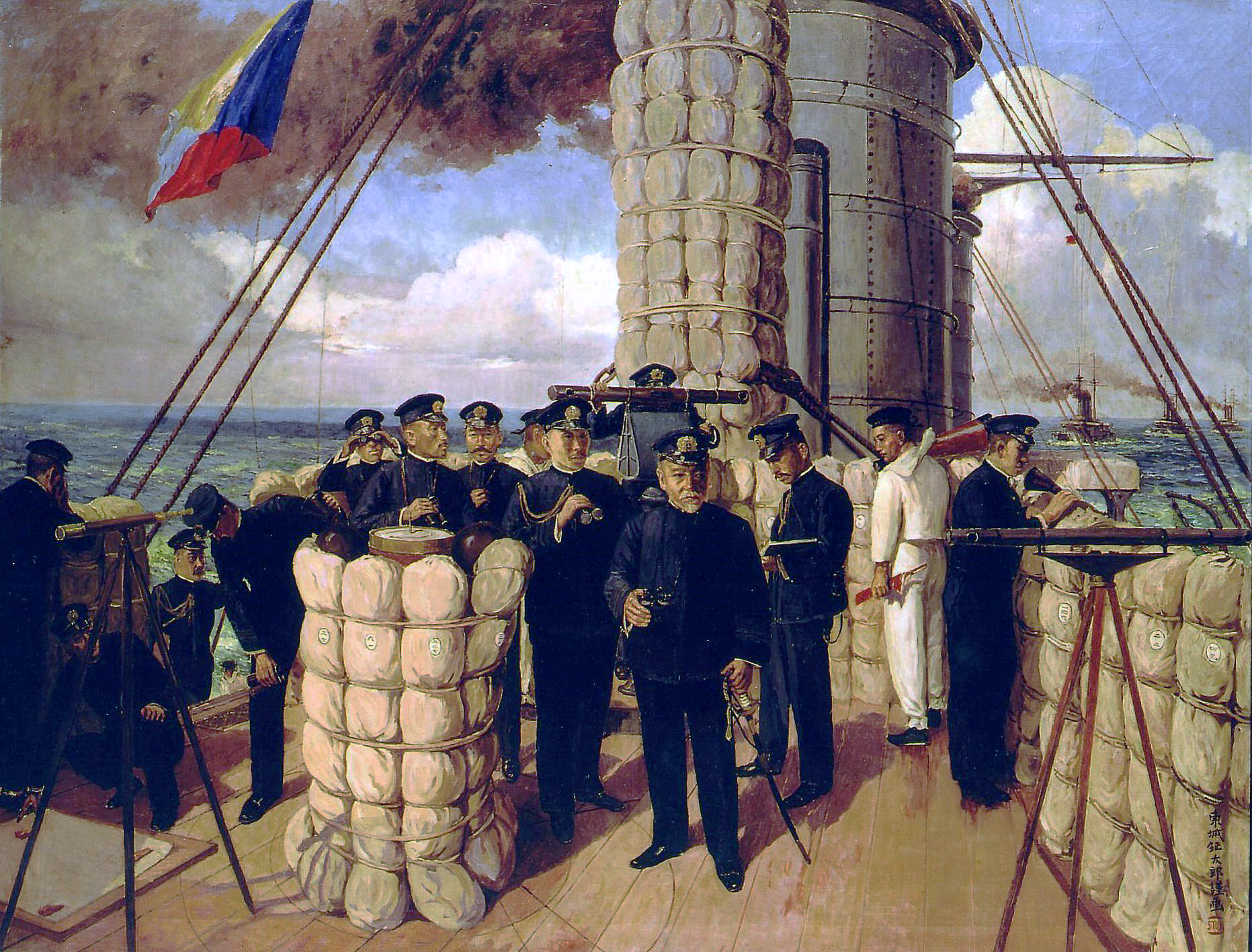
Командувач японського флоту адмірал Тоґо Хейхатіро на флагмані «Мікаса» у Цусімській битві 1905 року.

5 вересня 1905 у Портсмуті (США) за посередництва Теодора Рузвельта почалися мирні переговори. Російській делегації, яку очолював Сергій Вітте, вдалося, за підтримки США, а також завдяки тому факту, що Японія, як і Росія, була виснажена війною, домогтися порівняно «пристойних» для Росії умов мирного договору. Росія поступилася Японії південною частиною острова Сахалін, своїми орендними правами на Ляодунський півострів і Південно-Маньчжурську залізницю, що з'єднувала Порт-Артур із Китайсько-Східною залізницею. Росія також визнала Корею японською зоною впливу. У 1910, незважаючи на протести інших країн, Японія окупувала Корею і приєднала її до своєї імперії.
Підірвавши авторитет монархії у середині країни, поразка у війні разом з тим послабила позиції Росії і на міжнародній арені. Війна стала однією із причин Першої російської революції 1905-1907.
Перемога Японії у війні зробила її загальновизнаною великою країною. При цьому японці були незадоволені мирним договором: Японія отримала менше територій, ніж очікувалося і, що головне, не одержувала грошових контрибуцій.
Японія здобула перемогу ціною величезної в порівнянні з Росією напруги сил. Їй довелося поставити під рушницю 1,8% населення (Росії — 0,5%). За час війни її зовнішній державний борг виріс в 4 рази (у Росії на третину) і досяг 2,4 млрд єн.
Проте людські втрати Росії були набагато більшими за японські. Царські війська втратили близько 135 000 осіб убитими та пораненими. Велика кількість вояків потрапила у полон. 170 000 російських солдатів пропали безвісти. Японці втратили також немало — 108 000 осіб убитими та пораненими.
Поразка Російської імперії ознаменувала її застій, а перемога Японії знаменувала утворення нової імперії на Сході.

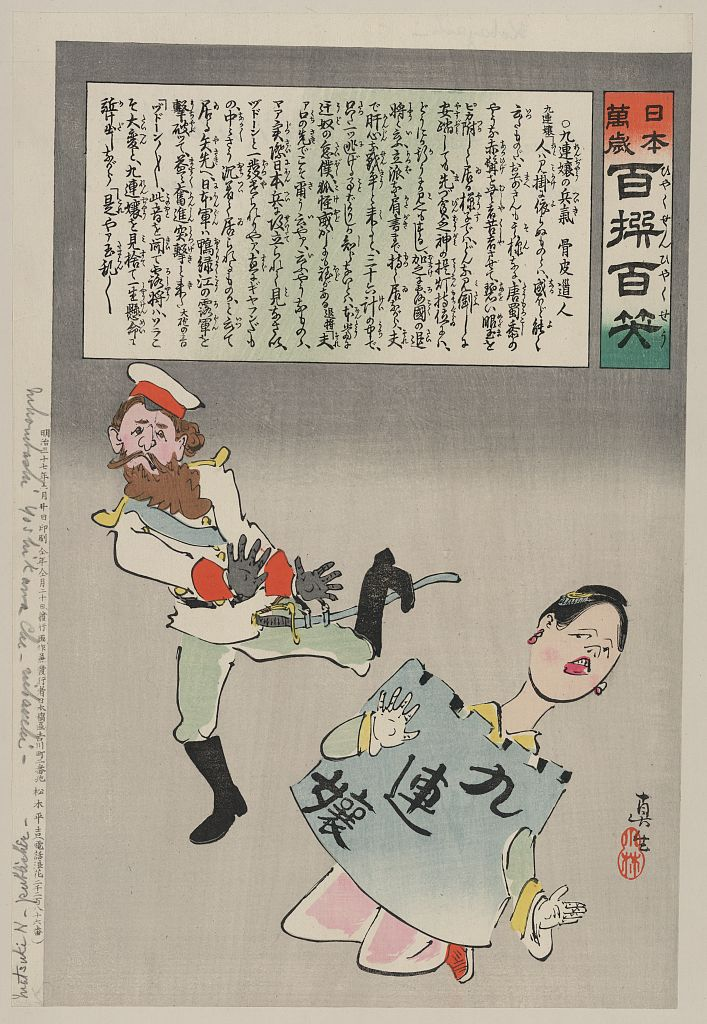
Міс Цзюліанчен і російський солдат (Kyûrenjô no heiki)

Перемога невеликої азійської країни над велетенською європейською дала емоційний поштовх азійським народам (зокрема індусам) до визволення, оскільки вони повірили у можливість перемогти великі європейські імперії, якою була тогочасна Росія.

## Участь українців
У Російсько-японській війні брали участь переважно війська, що комплектувалися росіянами та прибули на театр військових дій з Сибіру, Казанського, Московського та Санкт-Петербурзького військових округів. Українці були представлені 10-м армійським корпусом, що був перекинутий в Маньчжурію з Київського військового округу навесні 1904 року. Цей корпус складався з 9-ї (полтавці) та 31-ї (харків'яни) піхотних дивізій. У боях він зазнав великих втрат. Навесні 1905 року з Одеського військового округу було перекинуто 15-у піхотну дивізію та 4-у стрілецьку бригаду, але вони прибули по завершенню бойових дій.
У війні брало участь багато офіцерів українського походження. Так, на початку й наприкінці війни командувачем російської Маньчжурської армії був чернігівський дворянин, генерал-українець Микола Ліневич. Найкрупнішими кінними з'єднаннями кубанських і донських козаків керував генерал-лейтенант Павло Міщенко. Начальником 2-го Сибірського корпусу був генерал-лейтенант Михайло Засулич, а 10-го армійського корпусу — генерал-лейтенант Капітон Случевський. Інженерами Маньчжурської армії командував генерал-майор Костянтин Величко, нащадок козацького літописця Самійла Величка. Начальником загону кораблів порт-артурської ескадри був контрадмірал Йосип Матусевич, командиром сибірських козачої дивізії — генерал-майор Володимир Косоговський, а генерал-квартирмейстером штабу Маньчжурської армії — генерал-майор Володимир Харкевич. Майбутній гетьман Української Держави Павло Скоропадський командував забайкальськими козаками. Діями артилерії зх. і пн. фронту сухопутної оборони керував Микола Романовський. Проте найбільшим героєм війни з російського боку досі вважається генерал-українець Роман Кондратенко, один із організаторів піврічної оборони Порт-Артура.

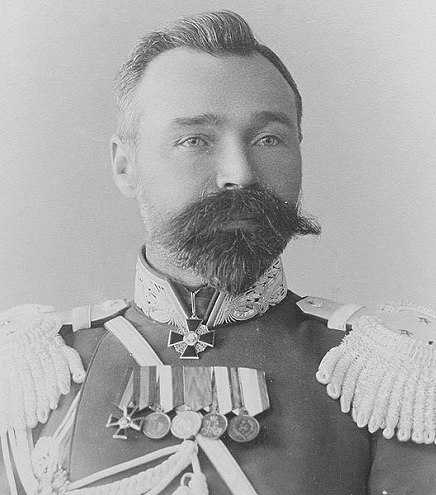
Роман Кондратенко
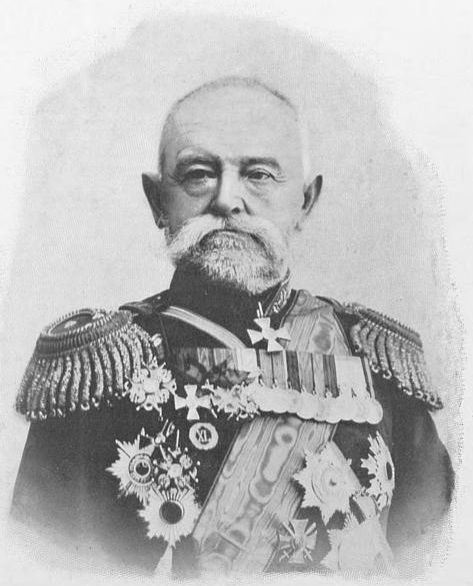
Микола Ліневич
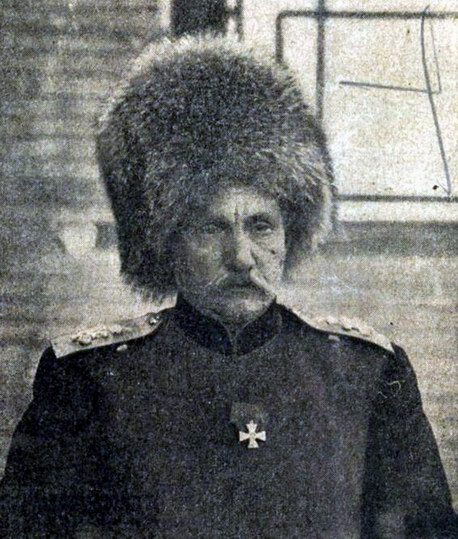
Павло Міщенко
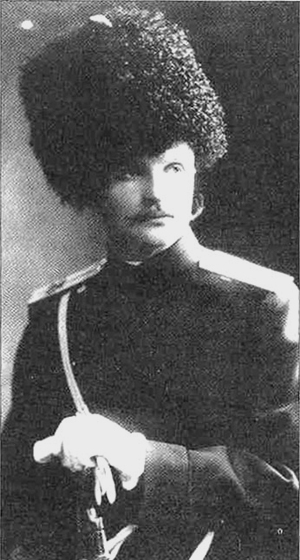
Павло Скоропадський
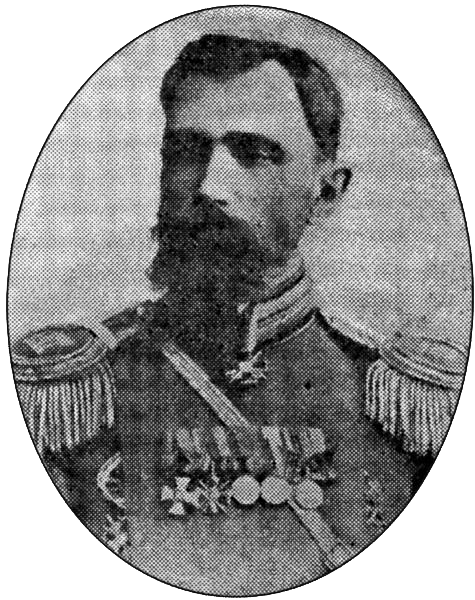
Микола Романовський

## Хронологія
| 1904   |                                                                                |
| 2．6   | Оголошення Японією війни Росії                                                 |
| 2．8   | Висадка японської армії у районі Чемульпо                                      |
| 2．8   | Японський флот атакує вночі російську ескадру у Порт-Артурі                    |
| 2．9   | Морський бій при Чемульпо. Перемога Японії                                     |
| 2．10  | Оголошення Росією війни Японії                                                 |
| 2．24  | Перша операція японських військ з взяття фортеці Порт-Артура                   |
| 3．27  | Друга операція японських військ з взяття фортеці Порт-Артура                   |
| 5．1   | Битва на річці Ялу. Перемога Японії                                            |
| 5．8   | Висадка японської армії на Ляодунському півострові                             |
| 8．10  | Битва на Жовтому морі. Перемога Японії                                         |
| 8．14  | Ульсанський морський бій. Перемога Японії                                      |
| 8．19  | Перший загальний приступ японськими військами фортеці Порт-Артур               |
| 8．30  | Битва при Лаоянь. Нічия                                                        |
| 9．19  | Другий загальний приступ японськими військами фортеці Порт-Артур               |
| 10．9  | Битва при Шахо. Нічия                                                          |
| 10．15 | Виступ Балтійського флоту (2-ї Тихоокеанської ескадри) з Петербургу            |
| 11．26 | Третій загальний приступ японськими військами фортеці Порт-Артур               |
| 12．5  | Захоплення японцями висоти № 203 Порт-артурівського фортифікаційного комплексу |
| 12．31 | Четвертий загальний приступ японськими військами фортеці Порт-Артур            |
| 1905   |                                                                                |
| 1．2   | Здача Порт-Артура російськими військами                                        |
| 1．25  | Битва при Сандепу. Нічия                                                       |
| 3．1   | Битва при Мукдені. Перемога Японії                                             |
| 5．27  | Цусімська битва. Перемога японського флоту над 2-ю Тихоокеанською ескадрою     |
| 7．31  | Захоплення японськими військами острова Сахалін                                |
| 9．1   | Підписання тимчасового перемир'я                                               |
| 9．5   | Підписання Портсмутського мирного договору                                     |
| 10．14 | Ратифікація Портсмутського мирного договору. Закінчення війни                  |